# Saint-Sulpice (Ain)
Saint-Sulpice egy település Franciaországban, Ain megyében. Lakosainak száma 259 fő (2022. január 1.). Saint-Sulpice Marsonnas, Saint-Didier-d’Aussiat és Bâgé-Dommartin községekkel határos.

## Népesség
A település népessége az elmúlt években az alábbi módon változott:
| Lakosok száma | 120  | 107  | 102  | 124  | 194  | 234  | 257  | 256  | 256  | 259  |
|               | 1968 | 1982 | 1990 | 2006 | 2013 | 2015 | 2017 | 2019 | 2020 | 2022 |